# Josef Weber (Fußballspieler, 1898)
Josef Weber (* 18. April 1898 in Landau; † 5. März 1970) war ein deutscher Fußballspieler.

## Spielerkarriere

### Vereine
Weber gehörte dem FC Wacker München von 1918 bis 1930 an und kam im Süddeutschen Fußball-Verband bis 1923 in der regional höchsten Spielklasse, der Kreisliga Südbayern, bis 1927 in der Bezirksliga Bayern und bis 1930 – innerhalb der Bezirksliga Bayern – in der Gruppe Südbayern als Außenläufer zum Einsatz. Im Zeitraum seiner Vereinszugehörigkeit gewann er vier regionale Titel. Als Drittplatzierter der Gruppe Südbayern nahm er 1928 mit seinem Verein in der Gruppe Südost an der Runde der Zweiten/Dritten im Rahmen um die Süddeutsche Meisterschaft teil und als Sieger dieser Runde qualifizierte er sich – nachdem der Sieger der Gruppe Nordwest, FSV Frankfurt im Entscheidungsspiel um den dritten Teilnehmer an der Deutschen Meisterschaft in München mit 3:2 hatte bezwungen werden können – für die Endrunde um die Deutsche Meisterschaft. Nachdem er im Achtel- und Viertelfinale mit seiner Mannschaft mit 1:0 nach Verlängerung über den Dresdner SC und mit 4:1 bei Tennis Borussia Berlin als Sieger hervorgegangen war, unterlag er im Halbfinale Hertha BSC mit 1:2.

### Nationalmannschaft
Sein einziges Länderspiel bestritt er am 20. November 1927 im Müngersdorfer Stadion in Köln beim 2:2-Unentschieden gegen die Niederländische Nationalmannschaft.

## Trainerkarriere
Sepp Weber trainierte Mitte der 1930er Jahre den 1. FC Guben und Friesen Cottbus. Später war er Cheftrainer des FC Wacker München 1946–47 und 1948–53.
Von Juli bis Dezember 1961 trainierte er den Schweizer Nationalligisten FC Luzern.

## Erfolge
- Süddeutscher Meister 1922
- Bayrischer Meister 1922
- Südbayrischer Meister 1921, 1922